# Rosalía Arteaga

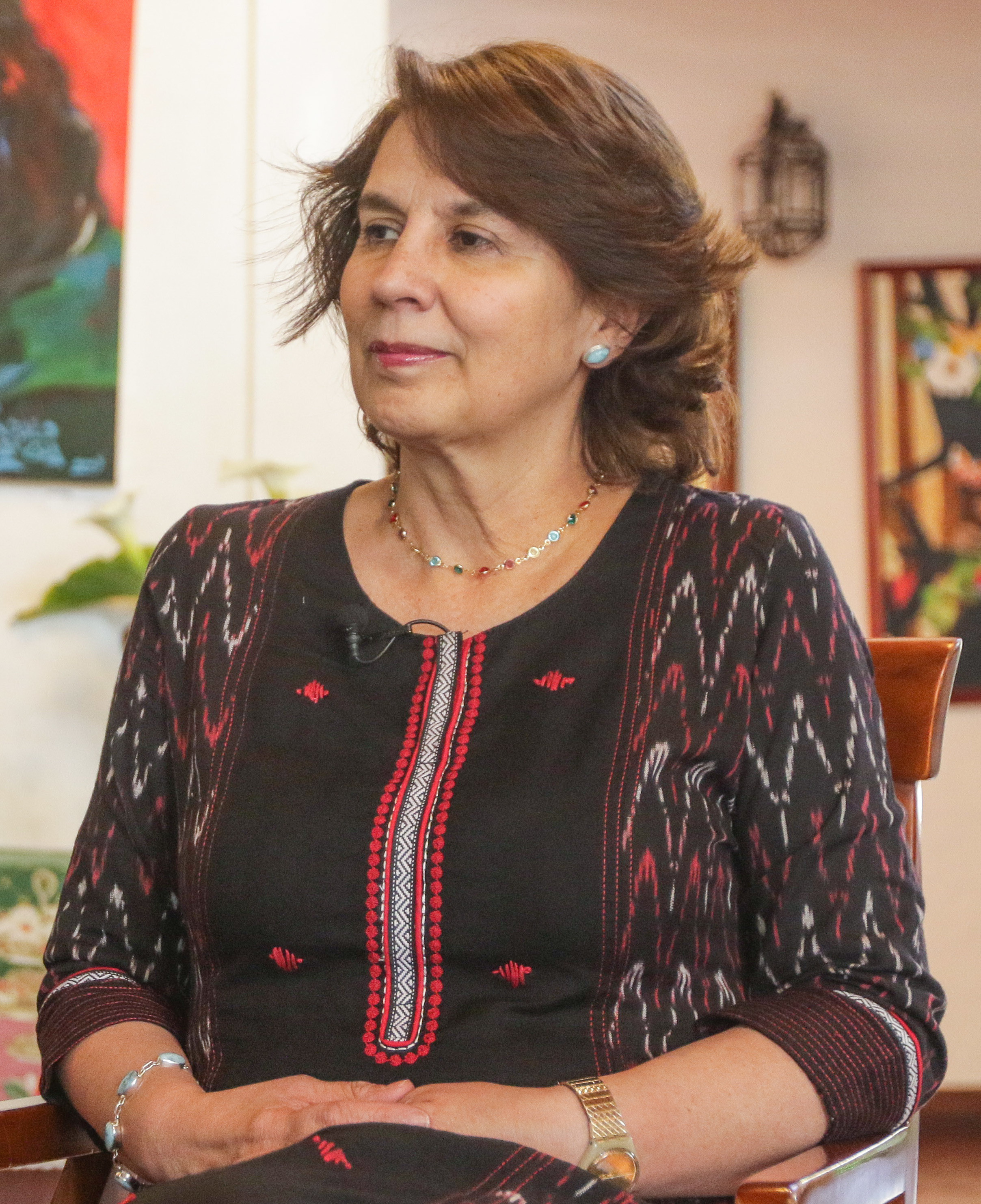
Rosalía Arteaga, 2018

Rosalía Arteaga Serrano de Fernández de Córdova (* 5. Dezember 1956 in Cuenca) ist eine ecuadorianische Anwältin, Schriftstellerin und Politikerin. Sie war vom 9. Februar 1997 bis 11. Februar 1997 als die Funktionen des Präsidenten ausübende Vizepräsidentin das erste weibliche Staatsoberhaupt ihres Landes.

## Leben
Arteaga war von 1986 bis 1988 für den Partido Social Cristiano Mitglied des Stadtrates von Cuenca. Anschließend war sie in verschiedenen kulturpolitischen Funktionen aktiv. Unter Präsident Sixto Durán Ballén war sie ab 1992 zunächst Staatssekretärin für Kultur und ab 1994 Erziehungsministerin. Sie schied dann wegen Meinungsverschiedenheiten mit dem Präsidenten über den Religionsunterricht an Schulen aus dem Amt. Anschließend gründete sie eine eigene Partei, das Movimiento Independiente para una República Auténtica (MIRA), und kandidierte bei den Präsidentschaftswahlen 1996 erfolgreich als Vizepräsidentschaftskandidaten gemeinsam mit Präsidentschaftskandidat Abdalá Bucaram vom Partido Roldosista Ecuatoriano. Daraufhin wurde sie Vizepräsidentin unter Bucarám. Als dieser 1997 vom Parlament für unfähig erklärt wurde, war nicht klar, wer sein Nachfolger werden würde. Der Parlamentspräsident Fabián Alarcón konnte sich mit Hilfe des Kongresses gegen die bisherige Vizepräsidentin Arteaga, die zwischenzeitlich für zwei Tage als Staatsoberhaupt amtierte, durchsetzen. 1998 kandidierte sie erfolglos bei den Präsidentschaftswahlen und zog sich anschließend von der Politik zurück. Sie arbeitet seitdem vor allem als Schriftstellerin und Journalistin. 
Von 2004 bis 2007 war sie Generalsekretärin der Organisation der Amazonas-Anrainerstaaten, OTCA. Sie erhält von der ecuadorianischen Regierung eine lebenslange Rente in Höhe von 48.690 USD pro Jahr.